# Ptilidiales
Ptilidiales, manji biljni red kojemu pripada sedam živih vrsta jetrenjarki iz razreda Jungermanniopsida.

## Porodice
1. Herzogianthaceae Stotler & Crand.-Stotl.
2. Neotrichocoleaceae Inoue
3. Ptilidiaceae H. Klinggr.